# 増本勇
増本 勇（ますもと いさむ、1909年10月5日 - 1986年12月30日）は、日本中央競馬会・栗東トレーニングセンターに所属していた調教師。息子は同じ調教師の増本豊、兄弟は有限会社増本牧場代表の増本一男、娘婿は瀬戸口勉（元調教師）である。

## 来歴
北海道出身。1936年に京都競馬倶楽部所属の騎手となり、1938年に調教師免許を取得（当時は日本競馬会）。中央競馬では通算972勝を記録した。1986年2月に勇退。同年12月30日、肺炎のため死去。

## おもな管理馬
- ハマカゼ（1948年 桜花賞[1][2]、1949年 京都記念〈春〉）
- トキデンコー（1952年京都記念〈秋〉）
- ボストニアン（1953年 皐月賞[1][2]、NHK盃、東京優駿[1][2]、鳴尾記念〈秋〉）
- タカシオ（1957年 タマツバキ記念〈春・秋〉）
- メイジミドリ（1957年阪神3歳ステークス、1958年京都記念〈秋〉）
- イーグル（1962年京都記念〈秋〉）
- マスワカ（1964年 阪神牝馬特別）
- テイトオー（1966年東京優駿[1][2]）
- タマホープ（1970年 京都盃、1971年鳴尾記念）
- ホシバージ（1974年 函館3歳ステークス）